# Typhlosaurus gariepensis
Typhlosaurus gariepensis är en ödleart som beskrevs av  Vivian William Maynard Fitzsimons 1941. Typhlosaurus gariepensis ingår i släktet Typhlosaurus och familjen skinkar. Inga underarter finns listade i Catalogue of Life.